# José Ángel Iribar
José Ángel Iribar Kortajarena (Zarautz, 1943. március 1. –) Európa-bajnok spanyol válogatott labdarúgókapus, edző.
A spanyol válogatott tagjaként részt vett az 1964-es Európa-bajnokságon és az 1966-os világbajnokságon.

## Sikerei, díjai
Athletic Bilbao
- Spanyol kupa (2): 1969, 1972–73
- UEFA-kupa döntős (1): 1976–77

Spanyolország
- Európa-bajnok (1): 1964

Egyéni
- Zamora-díj (1): 1969–70